# Ecitophora fuscipalpis
Ecitophora fuscipalpis är en tvåvingeart som beskrevs av Schmitz 1923. Ecitophora fuscipalpis ingår i släktet Ecitophora och familjen puckelflugor. Inga underarter finns listade i Catalogue of Life.